# 叠覆律

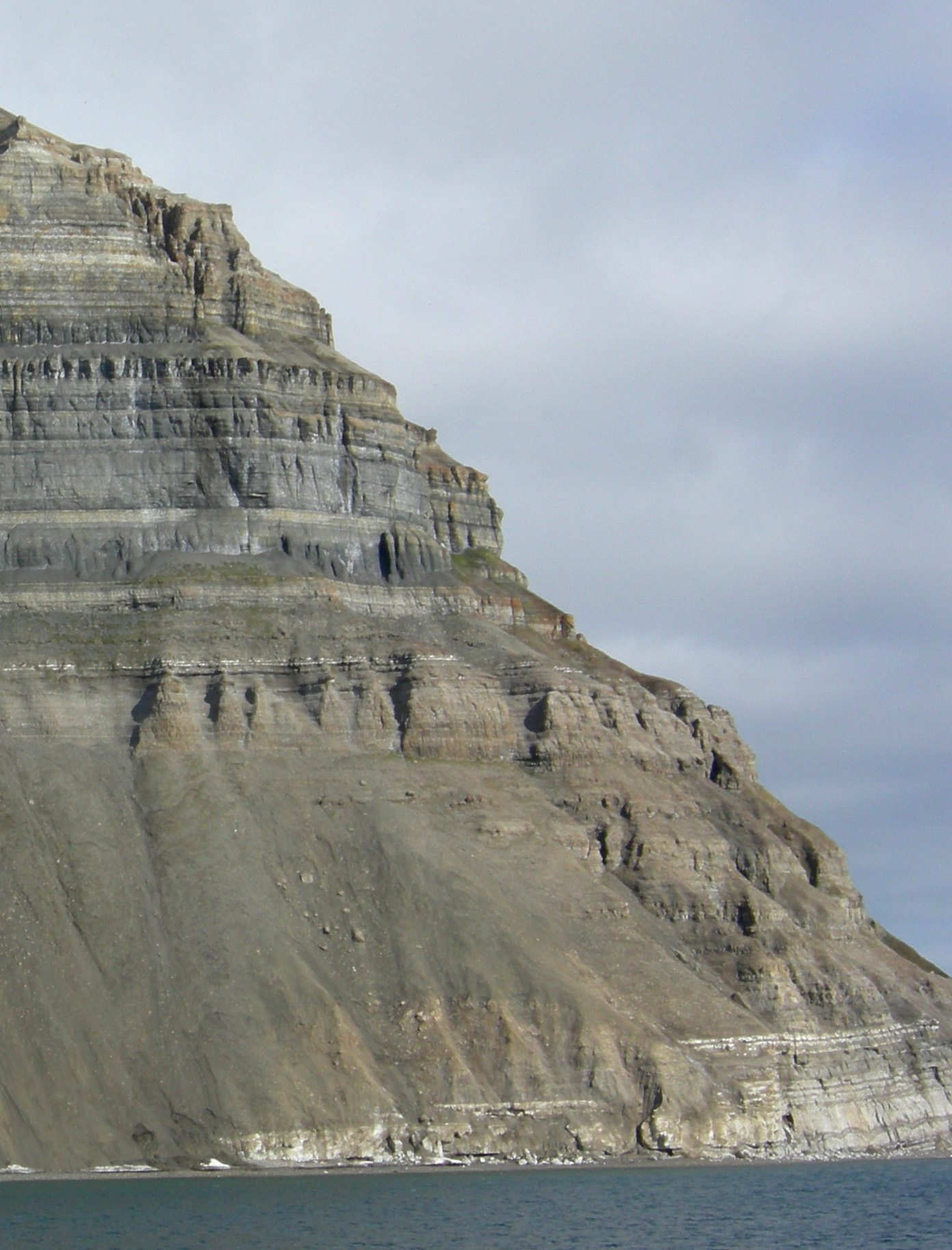
挪威斯瓦尔巴群岛伊斯峡湾北岸的地层剖面。根据叠覆律原理，如果该地岩层没有被倒转，则较老的岩石在底部而较年轻的岩石位于顶部。

叠覆律（英語：law of superposition）是地层学中一条重要的规律，由丹麦地质学家尼古拉斯·斯坦诺于1669年第一次提出。叠覆律指出：在任何沉积地层（包括喷出岩）的层序中，当其没有被后期的运动所逆掩或倒转时，最年轻的地层应位于层序的顶部，而最老的地层则位于层序的基底。较老的地层之上连续覆盖着逐渐年轻的地层。如果这种顺序被改变，说明有构造作用的改造。